# Фалкан, Майкел
Ма́йкел Жозе́ Фалка́н Гонса́лвеc (порт.-браз. Maiquel José Falcão Gonçalves; 8 марта 1981, Пелотас — 23 января 2022, там же) — бразильский боец смешанного стиля, с 2004 года выступавший на профессиональном уровне. Был известен участием в турнирах таких бойцовских организаций, как UFC, Bellator, KSW и др. Победитель гран-при шестого сезона Bellator, претендент на титул чемпиона мира Bellator в среднем весе. Владел чёрным поясом по бразильскому джиу-джитсу.

## Биография
Родился 8 марта 1981 года в городе Пелотас, штат Риу-Гранди-ду-Сул. С детства занимался борьбой, в частности бразильским джиу-джитсу, добился в этой дисциплине чёрного пояса.
В профессиональных боях по смешанным правилам дебютировал в 2004 году, проводил поединки преимущественно в Бразилии, причём большинство поединков заканчивал досрочно нокаутами. Первое в карьере поражение потерпел в мае 2007 года, когда встретился с опытным соотечественником Фабиу Малдонаду и проиграл ему техническим нокаутом в третьем раунде. После серии побед один из его поединков, против Фабиану Шернера, был признан несостоявшимся. В марте 2008 года прошёл матч-реванш с Малдонаду, но тот снова взял верх, выиграв техническим нокаутом во втором раунде. Третье в карьере поражение Фалкан потерпел от малоизвестного бойца Даниэла Лудтке. Таким образом, к лету 2010 года он имел довольно внушительный послужной список из 25 побед и 3 поражений, благодаря чему обратил на себя внимание промоутеров крупнейшей бойцовской организации мира Ultimate Fighting Championship.
Погиб 23 января 2022 года от двух ножевых ранений в область живота.

### UFC
20 ноября 2010 года Фалкан выступил на UFC 123, встретившись с американцем Джеральдом Харрисом и победив его единогласным решением судей со счётом 29-27, 29-28, 29-28. Он явно доминировал весь первый раунд и в концовке имел возможность завершить поединок досрочно, поймав соперника в удушающий приём сзади, однако сигнал об окончании раунда прозвучал на пять или шесть секунд раньше положенного срока, и приём остался незавершённым. Дана Уайт отмечал по этому поводу, что если сигнал прозвучал бы вовремя, то Фалкан успешно провёл бы удушение, и Харрис проиграл бы сдачей. В третьем раунде бойцы практически перестали атаковать друг друга, вели себя крайне пассивно, не совершив ни одного вразумительного технического действия, и завершили поединок под гул недовольных зрителей. Оправдываясь за пассивность, Фалкан сказал, что ждал активности от проигрывавшего Харриса и намеревался работать вторым номером на контратаках, однако в итоге этого не произошло. Руководству организации такая пассивность тоже не понравилась, и с Харрисом продлять контракт не стали, несмотря на то что три предыдущих боя в UFC он выиграл.
Ожидалось, что следующий поединок Фалкан проведёт на UFC Live: Sanchez vs. Kampmann против итальянца Алессио Сакары, но вскоре он снялся с турнира из-за травмы. Позже бразильского бойца включили в кард UFC 134 в августе 2011 года, где он должен был встретиться с американцем Томом Лоулором, тем не менее, 11 мая организация неожиданно объявила о его увольнении. По мнению агентов бойца, внезапное увольнение связано с арестом Фалкана в Бразилии по давнему уголовному делу — в 2002 году он был признан виновным по делу о нападении на женщину у ночного клуба. Тогда его приговорили к 24 месяцам домашнего ареста, однако фактически он оставался дома только 8 месяцев, самовольно переехав в другое место. Впоследствии Дана Уайт подтвердил эту информацию, назвав причиной увольнения именно нетерпимое отношение организации к насилию над женщинами: «Изнасиловал, ударил женщину или сделал что-то в этом роде, ты немедленно исключаешься из состава. Не имеет значения, являешься ли ты победителем, чемпионом или кем-то ещё. Ты исключаешься. Держите руки подальше от женщин».

### Bellator
Сезон 2011 года Фалкан провёл с попеременным успехом, из трёх поединков в Бразилии два он уверенно выиграл, тогда как в третьем проиграл «кимурой» соотечественнику Антониу Брага Нету. После этого в 2012 году его подписали в крупный американский промоушн Bellator для участия в шестом сезоне гран-при среднего веса. В четвертьфинале гран-при он уверенно разобрался с французом Норманом Парези, наносил множество ударов, выполнял тейкдауны, и все судьи единогласно отдали ему победу. В полуфинальном матче победил российского самбиста Вячеслава Василевского — в целом бой между ними проходил ровно, но в третьем раунде Василевский пропустил сильный удар в голову и остаток поединка вынужден был «выживать» в клетке.
Другим финалистом гран-при стал швед Андреас Спонг, причём интерес к финальному матчу подогревался конфликтом между двумя бойцами: сразу после боя с Василевским Спонг вышел в клетку к Фалкану, чтобы устроить с ним дуэль взглядов, но в итоге это привело к потасовке — Спонг толкнул Фалкана, темпераментный бразилец набросился на него, нанеся удар коленом в грудную клетку и собирался нанести ещё один удар рукой — бойцов пришлось растаскивать присутствовавшим в клетке комментатору Джимми Смиту и матчмейкеру Сэму Каплану. В конечном счёте на Bellator 69 в мае 2012 года Фалкан одержал победу над Спонгом единогласным решением судей: после агрессивного первого раунда в двух последующих раундах он избрал консервативную осторожную тактику и замучил соперника в борьбе.
Президент организации Бьёрн Ребни сообщил, что победитель шестого сезона гран-при средневесов Майкел Фалкан получит шанс оспорить вакантный титул чемпиона Bellator в среднем весе, при этом другим претендентом будет россиянин Александр Шлеменко, победитель второго и пятого сезонов гран-при. Чемпионский поединок состоялся на Bellator 88 в феврале 2013 года, первый раунд прошёл в обоюдном обмене ударами, во втором раунде Фалкан пропустил несколько ударов в печень, после чего оказался на полу, где Шлеменко добил его ударами в голову сверху.
Фалкан планировал продолжить выступать в Bellator, однако в июле 2013 года был уволен из организации, став участником очередного скандала, связанного с нарушением закона. Находясь дома в Бразилии, вместе с приятелем Кауе Меной, тоже бойцом ММА, перспективным проспектом полулегковесом, он ввязался в жестокую драку у заправочной станции в городе Балнеариу-Камбориу. Началось всё с того, что в магазине у заправки Фалкан начал приставать к молодой девушке, домогался до неё и ударил по лицу, после чего отправил в нокдаун заступившегося за неё молодого человека. Фалкан и Мена попытались скрыться с места преступления, но на выходе из магазина их остановили вооружённые палками трое или четверо друзей пострадавшей девушки. Началась драка, в результате которой Мену нокаутировали и, поскольку он находился в бессознательном состоянии, сильно избили, тогда как зачинщик Фалкан отделался лишь незначительными повреждениями. Спустя несколько дней после инцидента тренер Марселу Бригадейру исключил обоих бойцов из команды Renovação Fight Team, Фалкана незамедлительно уволили из Bellator. В последовавшем интервью Фалкан отметил, что они с другом пришли в магазин у заправочной станции из бара, чтобы купить ещё выпивки, а девушку он ударил за то, что она грубо оскорбила его на расовой почве. Впоследствии боец принёс извинения сообществу ММА за свой поступок и извинился перед семьёй Мены, который из-за полученных травм вынужден был завершить бойцовскую карьеру.

### Прочие организации
В 2014 году Фалкан провёл четыре поединка, взял верх над двумя россиянами, Дибиром Загировым и Артуром Гусейновым, в польском промоушене KSW болевым приёмом «рычаг локтя» проиграл местному бойцу Мамеду Халидову, а ещё одно поражение потерпел техническим нокаутом в матче-реванше с Вячеславом Василевским на традиционном сочинском турнире Плотформа S-70. 2015 год начал с двух побед над американцами Джесси Тейлором и Бреттом Купером, однако затем на турнире KSW был побеждён малоизвестным немецким бойцом Азизом Караоглу.

## Статистика ММА
| Боёв 60         | Побед 40 | Поражений 19 |
| --------------- | -------- | ------------ |
| Нокаутом        | 28       | 13           |
| Сдачей          | 5        | 4            |
| Решением        | 7        | 2            |
| Не состоявшихся | 1        | 1            |

| Результат    | Рекорд    | Соперник                       | Способ                                | Турнир                                          | Дата             | Раунд | Время | Место                        | Примечание                                               |
| ------------ | --------- | ------------------------------ | ------------------------------------- | ----------------------------------------------- | ---------------- | ----- | ----- | ---------------------------- | -------------------------------------------------------- |
| Поражение    | 40-19 (1) | Сергей Романов                 | Сдача (анаконда)                      | Krepost Fighting Championship                   | 14 декабря 2019  | 1     | N/A   | Сочи, Россия                 | Бой в среднем весе.                                      |
| Поражение    | 40-18 (1) | Игор Покраяц                   | TKO (удары руками)                    | Serbian Battle Championship 25                  | 7 декабря 2019   | 1     | 3:24  | Нови-Сад, Сербия             | Лишился титула чемпиона SBC в полутяжёлом весе.          |
| Поражение    | 40-17 (1) | Евгений Ерохин                 | TKO (удары руками)                    | MFP: Parus Fight Championship                   | 3 ноября 2019    | 1     | 1:06  | Дубай, ОАЭ                   |                                                          |
| Поражение    | 40-16 (1) | Музаффар Раджабов              | TKO (удары руками)                    | World Total Kombat Federation                   | 8 сентября 2019  | 2     | 0:33  | Бухара, Узбекистан           | Бой за титул чемпиона WTKF в полутяжёлом весе.           |
| Победа       | 40-15 (1) | Игор Покраяц                   | TKO (удары руками)                    | Serbian Battle Championship 21                  | 4 мая 2019       | 1     | 4:55  | Оджаци, Сербия               | Выиграл вакантный титул чемпиона SBC в полутяжёлом весе. |
| Поражение    | 39-15 (1) | Вагнер Силва Гомис             | Раздельное решение                    | Standard Fighting Tournament 9                  | 19 января 2019   | 3     | 5:00  | Сан-Паулу, Бразилия          | Бой в промежуточном весе (194 фунта).                    |
| Поражение    | 39-14 (1) | Маркус Винишиус                | KO (удары руками)                     | JVT Championship 14                             | 8 декабря 2018   | 2     | 1:46  | Кашиас-ду-Сул, Бразилия      | Бой за вакантный титул чемпиона JVT в полутяжёлом весе.  |
| Поражение    | 39-13 (1) | Аттила Вег                     | Единогласное решение                  | Oktagon 10                                      | 17 ноября 2018   | 3     | 5:00  | Прага, Чехия                 |                                                          |
| Победа       | 39-12 (1) | Патрик Квадрос                 | Единогласное решение                  | TAURA MMA: 5                                    | 9 сентября 2018  | 2     | 2:55  | Виаман, Бразилия             | Вернулся в полутяжёлый вес.                              |
| Поражение    | 37-11 (1) | Аюб Гимбатов                   | TKO (удары руками)                    | Fight Nights Global 78                          | 4 ноября 2017    | 1     | 4:12  | Тольятти, Россия             |                                                          |
| Поражение    | 37-10 (1) | Владимир Минеев                | Технический нокаут                    | Fight Nights Global 63                          | 21 апреля 2017   | 1     | 3:36  | Владивосток, Россия          |                                                          |
| Победа       | 37-9 (1)  | Владимир Минеев                | Решение большинства                   | Fight Nights Global 56                          | 9 декабря 2016   | 3     | 5:00  | Владивосток, Россия          |                                                          |
| Победа       | 36-9 (1)  | Тиагу Морейра                  | Сдача (гильотина)                     | AFC 43: Baby vs. Dragao                         | 13 августа 2016  | 1     | 4:08  | Паранагуа, Бразилия          |                                                          |
| Поражение    | 35-9 (1)  | Рамазан Эмеев                  | Сдача (удушение Брабо)                | M-1 Challenge 65                                | 9 апреля 2016    | 1     | 2:10  | Санкт-Петербург, Россия      | Полуфинал гран-при среднего веса.                        |
| Поражение    | 35-8 (1)  | Азиз Караоглу                  | Технический нокаут (удары руками)     | KSW 33                                          | 28 ноября 2015   | 1     | 0:30  | Краков, Польша               |                                                          |
| Победа       | 35-7 (1)  | Бретт Купер                    | Нокаут (удар рукой)                   | KSW 32                                          | 31 октября 2015  | 1     | 0:59  | Лондон, Англия               |                                                          |
| Победа       | 34-7 (1)  | Джесси Тейлор                  | Удушение «гильотиной»                 | Arena Tour 5: Falcao vs. Taylor                 | 18 апреля 2015   | 1     | 3:13  | Буэнос-Айрес, Аргентина      |                                                          |
| Победа       | 33-7 (1)  | Артур Гусейнов                 | Удушение сзади                        | Битва звёзд 3                                   | 6 декабря 2014   | 2     | 1:49  | Каспийск, Россия             |                                                          |
| Поражение    | 32-7 (1)  | Вячеслав Василевский           | Технический нокаут (удары руками)     | Плотформа S-70: 5                               | 9 августа 2014   | 1     | 0:37  | Сочи, Россия                 |                                                          |
| Поражение    | 32-6 (1)  | Мамед Халидов                  | Рычаг локтя                           | KSW 27                                          | 17 мая 2014      | 1     | 4:52  | Гданьск, Польша              |                                                          |
| Победа       | 32-5 (1)  | Дибир Загиров                  | Удушение «гильотиной»                 | Oplot Challenge 100                             | 15 февраля 2014  | 2     | 3:27  | Харьков, Украина             |                                                          |
| Поражение    | 31-5 (1)  | Александр Шлеменко             | Нокаут (удары руками)                 | Bellator 88                                     | 7 февраля 2013   | 2     | 2:18  | Дулут, Джорджия, США         | Бой за звание чемпиона Bellator в среднем весе.          |
| Победа       | 31-4 (1)  | Андреас Спонг                  | Единогласное решение судей            | Bellator 69                                     | 18 мая 2012      | 3     | 5:00  | Лейк-Чарльз, США             | Финал гран-при шестого сезона среднего веса.             |
| Победа       | 30-4 (1)  | Вячеслав Василевский           | Единогласное решение судей            | Bellator 66                                     | 20 апреля 2012   | 3     | 5:00  | Кливленд, США                | Полуфинал гран-при шестого сезона среднего веса.         |
| Победа       | 29-4 (1)  | Норман Парези                  | Единогласное решение судей            | Bellator 61                                     | 16 марта 2012    | 3     | 5:00  | Боссье-Сити, США             | Четвертьфинал гран-при шестого сезона среднего веса.     |
| Победа       | 28-4 (1)  | Дуглас дел Риу                 | Технический нокаут (удары руками)     | Apocalypse FC 1                                 | 8 октября 2011   | 1     | 1:15  | Пассу-Фунду, Бразилия        |                                                          |
| Поражение    | 27-4 (1)  | Антониу Брага Нету             | Болевой «кимура»                      | Amazon Forest Combat 1                          | 14 сентября 2011 | 2     | 4:26  | Манаус, Бразилия             |                                                          |
| Победа       | 27-3 (1)  | Жулио Сезар Билик              | Технический нокаут (удары руками)     | Centurion MMA 2                                 | 9 июля 2011      | 1     | 0:28  | Итажаи, Бразилия             |                                                          |
| Победа       | 26-3 (1)  | Джеральд Харрис                | Единогласное решение судей            | UFC 123                                         | 20 ноября 2010   | 3     | 5:00  | Оберн-Хилс, США              |                                                          |
| Победа       | 25-3 (1)  | Вендрес Карлос да Силва        | Технический нокаут (удары руками)     | Arena Gold Fights 2                             | 17 июля 2010     | 1     | N/A   | Куритиба, Бразилия           |                                                          |
| Победа       | 24-3 (1)  | Даниэл Людтке                  | Технический нокаут (коленом и руками) | Match Point Sports Aquafit Fight Championship 2 | 9 октября 2009   | 1     | 0:52  | Пелотас, Бразилия            |                                                          |
| Победа       | 23-3 (1)  | Рикарду Силва                  | Технический нокаут (остановка врачом) | Blackout FC 3                                   | 5 сентября 2009  | 1     | 0:12  | Балнеариу-Камбориу, Бразилия |                                                          |
| Победа       | 22-3 (1)  | Аримарсел Сантос               | Технический нокаут (удары руками)     | WFC: Pozil Challenge                            | 1 августа 2009   | 1     | 2:26  | Грамаду, Бразилия            |                                                          |
| Победа       | 21-3 (1)  | Эли Режер                      | Удушение сзади                        | Nitrix Show Fight 2                             | 16 мая 2009      | 1     | 2:29  | Жоинвили, Бразилия           |                                                          |
| Победа       | 20-3 (1)  | Аллан Фроэс                    | Технический нокаут (удары руками)     | Golden Fighters 1                               | 18 апреля 2009   | 1     | 2:15  | Нову-Амбургу, Бразилия       |                                                          |
| Победа       | 19-3 (1)  | Нелсон Мартинс                 | Нокаут (удары руками)                 | Floripa Fight 5                                 | 7 марта 2009     | 1     | N/A   | Флорианополис, Бразилия      |                                                          |
| Поражение    | 18-3 (1)  | Даниэл Лудтке                  | Технический нокаут (удары руками)     | Clube da Luta 1                                 | 21 декабря 2008  | 1     | 1:12  | Нову-Амбургу, Бразилия       |                                                          |
| Победа       | 18-2 (1)  | Ромулу Насименту               | Нокаут (удары руками)                 | Paranagua Fight 2                               | 5 сентября 2008  | 1     | 2:10  | Паранагуа, Бразилия          |                                                          |
| Победа       | 17-2 (1)  | Родригу Фрейтас                | Технический нокаут (удары руками)     | Predador FC 11                                  | 6 июля 2008      | 2     | 2:24  | Бразилия                     |                                                          |
| Победа       | 16-2 (1)  | Эдсон Франка                   | Сдача (удары руками)                  | Predador FC 10: Kamae                           | 26 апреля 2008   | 2     | N/A   | Сан-Паулу, Бразилия          |                                                          |
| Победа       | 15-2 (1)  | Жозуэ Верде                    | Технический нокаут (удары руками)     | Floripa Fight 4                                 | 29 марта 2008    | 1     | 1:40  | Флорианополис, Бразилия      |                                                          |
| Поражение    | 14-2 (1)  | Фабиу Малдонаду                | Технический нокаут (удары руками)     | Predador FC 9: Welterweight Grand Prix          | 15 марта 2008    | 2     | 2:00  | Сан-Паулу, Бразилия          |                                                          |
| Не состоялся | 14-1 (1)  | Фабиану Шернер                 | Не состоялся                          | Desafio: Fight Show                             | 8 декабря 2007   | 1     | N/A   | Пелотас, Бразилия            |                                                          |
| Победа       | 14-1      | Рейналду Самурай               | Нокаут (удар рукой)                   | Bage Open Fight                                 | 10 ноября 2007   | 1     | 3:00  | Баже, Бразилия               |                                                          |
| Победа       | 13-1      | Даниэл Барбоса                 | Нокаут (коленом и руками)             | Desafio: Fight Show                             | 8 сентября 2007  | 1     | 1:40  | Пелотас, Бразилия            |                                                          |
| Победа       | 12-1      | Алекс Моура                    | Технический нокаут (удары руками)     | Full Fight: Open Vale Tudo                      | 11 августа 2007  | 1     | 2:00  | Бразилия                     |                                                          |
| Победа       | 11-1      | Лусиу Агиар                    | Нокаут (удары руками)                 | Storm Samurai                                   | 28 июля 2007     | 1     | N/A   | Пелотас, Бразилия            |                                                          |
| Победа       | 10-1      | Леандру Горду                  | Нокаут (удары руками)                 | Desafio: Fight Show                             | 23 июня 2007     | 1     | 0:15  | Флорианополис, Бразилия      |                                                          |
| Победа       | 9-1       | Лаэрте Коста Силва де Оливейра | Сдача (удары руками)                  | G1: Open Fight 3                                | 19 мая 2007      | 1     | 4:30  | Куритиба, Бразилия           |                                                          |
| Поражение    | 8-1       | Фабиу Малдонаду                | Технический нокаут (удары руками)     | Mariliense MMA Circuit 1                        | 18 мая 2007      | 3     | 0:46  | Сан-Паулу, Бразилия          |                                                          |
| Победа       | 8-0       | Фелипе Миранда                 | Нокаут (руками и локтями)             | Super Fight                                     | 11 апреля 2007   | 1     | 2:00  | Пелотас, Бразилия            |                                                          |
| Победа       | 7-0       | Силверио Буэно                 | Нокаут (ударами руками)               | Paranaguá Fight 1                               | 24 марта 2007    | 1     | 0:42  | Паранагуа, Бразилия          |                                                          |
| Победа       | 6-0       | Клаудиу Маттос                 | Нокаут (удары руками)                 | Tsunamy 4                                       | 7 октября 2006   | 1     | 2:00  | Пелотас, Бразилия            |                                                          |
| Победа       | 5-0       | Рожерио Фариас                 | Нокаут (коленями и руками)            | Coliseu Fight                                   | 8 июля 2006      | 1     | 4:00  | Пелотас, Бразилия            |                                                          |
| Победа       | 4-0       | Андерсон Брито                 | Нокаут (удар рукой)                   | Tsunamy 3                                       | 9 апреля 2005    | 1     | 4:00  | Пелотас, Бразилия            |                                                          |
| Победа       | 3-0       | Жосимар Лира Родригес          | Единогласное решение судей            | Tsunamy 2                                       | 11 декабря 2004  | 1     | 15:00 | Пелотас, Бразилия            |                                                          |
| Победа       | 2-0       | Андре Роха                     | Технический нокаут (удары руками)     | Camaqua Open Vale Tudo                          | 21 ноября 2004   | 1     | 4:00  | Камакуа, Бразилия            |                                                          |
| Победа       | 1-0       | Гильерме Фрейтас               | Нокаут (удары коленями)               | Piratini Fight                                  | 24 апреля 2004   | 1     | 3:30  | Пиратини, Бразилия           |                                                          |